# Economia de Curitiba

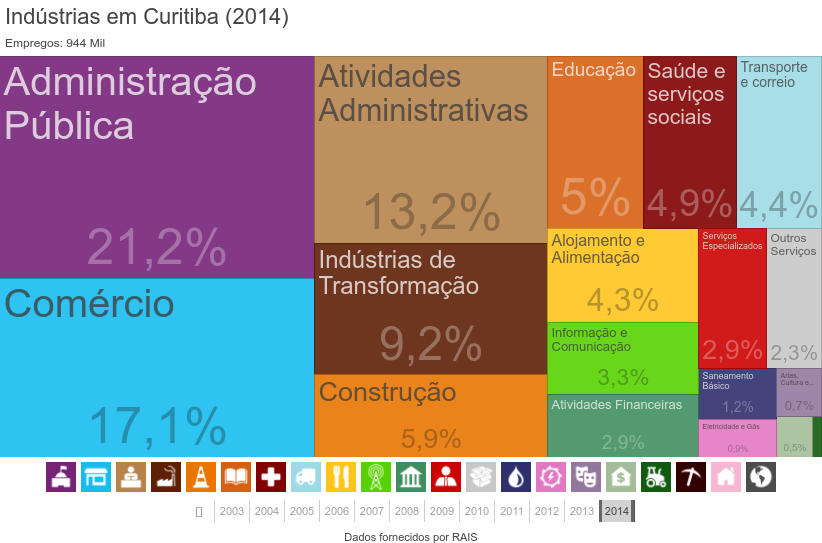
Atividades Econômicas (Indústrias) em Curitiba - (2014).

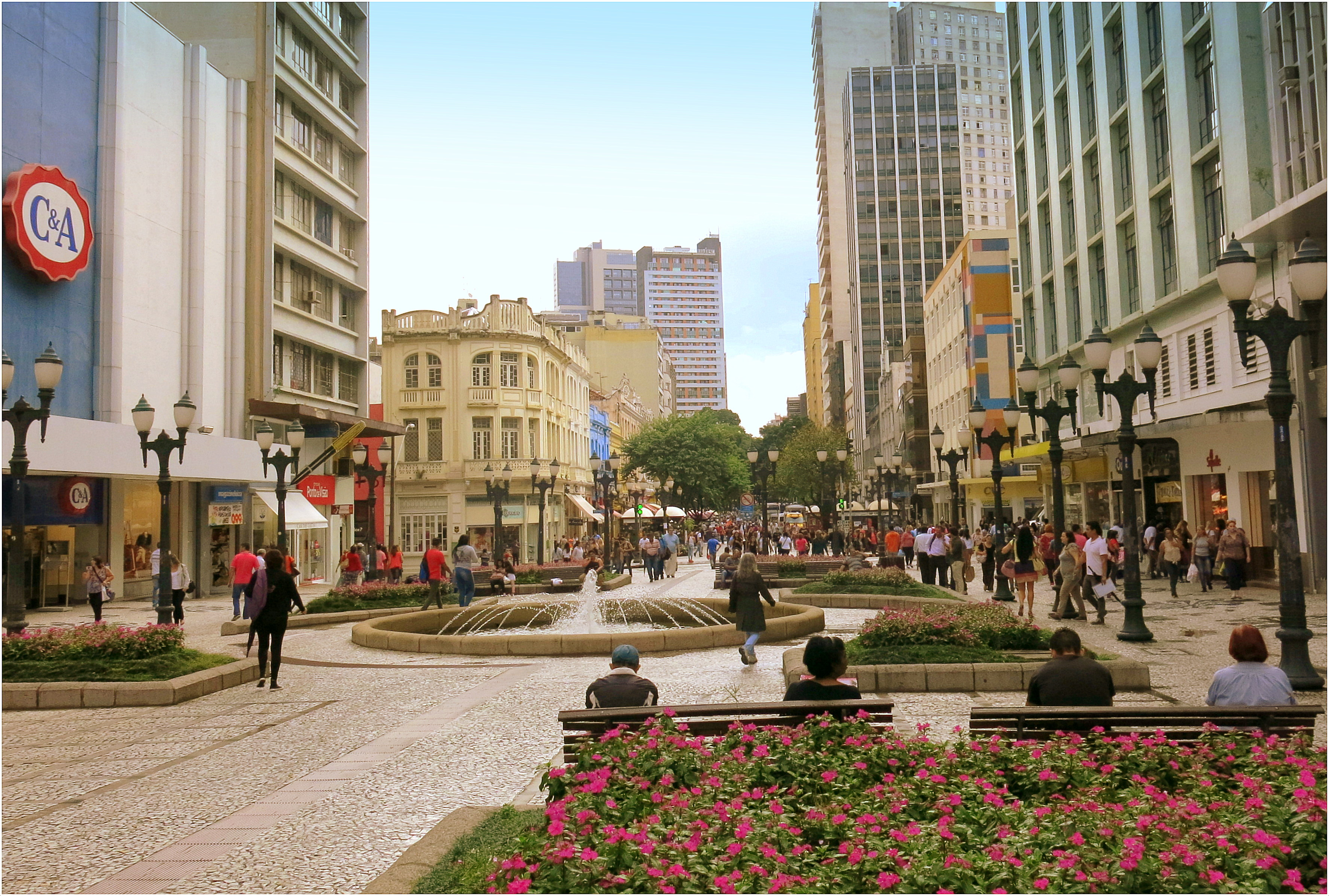
Centro comercial de Curitiba

O Produto Interno Bruto (PIB) de Curitiba é o quinto de todos os municípios do país. De acordo com dados do Instituto Brasileiro de Geografia e Estatística relativos a 2013, o PIB municipal era de 79 383 343 mil reais, sendo que 15 385 961 mil eram de impostos sobre produtos líquidos de subsídios a preços correntes. O produto interno bruto per capita era de 42 934,38 reais.
De acordo com o Instituto Brasileiro de Geografia e Estatística, a cidade possuía, no ano de 2012, 108 474 unidades locais, 103 211 empresas e estabelecimentos comerciais atuantes e 780 390 trabalhadores, sendo 1 084 369 de pessoas ocupadas no total e 931 971 assalariadas. Salários com outras remunerações somavam 29 392 831 reais e a remuneração média mensal de todo município era de 3,9 mínimos. A principal fonte econômica está centrada no setor terciário, com seus diversos segmentos de comércio e prestação de serviços de várias áreas, como na educação e saúde. Em seguida, destaca-se o setor secundário, com complexos industriais de grande porte.
Parcialmente, a grande riqueza econômica de Curitiba se deve à população de mais de três milhões de habitantes, se for considerada a sua região metropolitana; a urbe se destaca por ter a economia mais forte do sul do país. Isso conta o trabalho de exportação das novecentas fábricas instaladas no bairro da Cidade Industrial e das duas importantes indústrias automobilísticas que estão localizadas na Grande Curitiba, Renault e Volkswagen. Ademais, foi eleita várias vezes como “A Melhor Cidade Brasileira Para Negócios”, segundo classificação elaborada pela revista “Exame”, em parceria com a consultoria Simonsen & Associados.
Em julho de 2001, Curitiba tornou-se a primeira cidade a receber o prêmio “Polo de Informática” concedido pela revista Info Exame, pelo desempenho de suas empresas de tecnologia. De acordo com a revista, o conjunto de empresas de Tecnologia e Informática sediadas em Curitiba apresentou, em 2001, um faturamento de US$ 1,2 bilhão, representando um crescimento de 21% em relação ao ano anterior.
Além disso, a capital paranaense concentra a maior porção da estrutura governamental e de atendimentos públicos do estado e sedia importantes empresas nas atividades de comércio, serviços e financeiro. Com um parque industrial de 43 milhões de metros quadrados, a região metropolitana de Curitiba atraiu grandes empresas como ExxonMobil, Elma Chips, Sadia, Mondelez, Siemens, Johnson Controls e HSBC, bem como famosas companhias locais — O Boticário, Positivo Informática e Vivo, por exemplo. Além de centro comercial e cultural, a cidade possui um importante e diversificado parque industrial, incluindo um dos maiores polos automotivos do país e o principal terminal aeroviário internacional da região Sul, o Aeroporto Afonso Pena.

## Setor primário

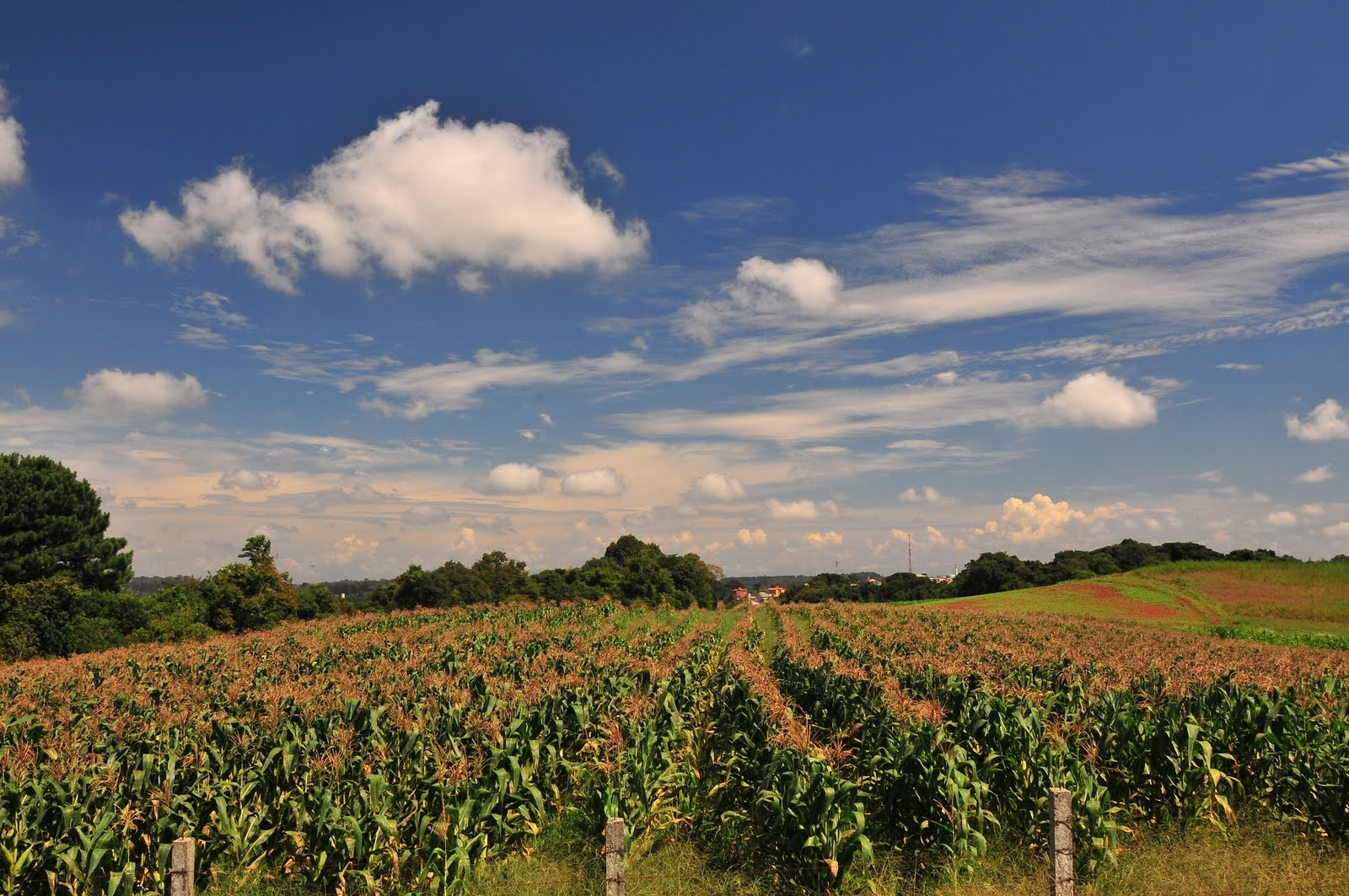
Plantação de milho nos arredores da cidade.

A agricultura é o setor menos relevante da economia de Curitiba. De todo o produto interno bruto da cidade, 10 374 mil reais é o valor adicionado da agropecuária. Segundo o Instituto Brasileiro de Geografia e Estatística, em 2013, o município contava com cerca de 1 168 bovinos, 40 caprinos, 250 equinos, 930 ovinos e 30 suínos. Naquele ano, foram produzidos 440 mil litros de leite de 220 vacas ordenhadas e 800 quilos de mel de abelha. Na lavoura temporária, foram produzidos principalmente o feijão (30 toneladas), a mandioca (44 toneladas) e o milho (506 toneladas). Como referência cultural, os ramos de trigo e de uva aparecem no brasão de Curitiba porque cultivavam-se na época da criação do escudo.
Desde 2000, a população de Curitiba é considerada totalmente urbana, sendo notada, portanto, uma redução na agricultura.pg.25 Segundo estudo realizado pela Secretaria Municipal de Abastecimento (SMAB) em 2009, havia alguns bairros com atividades agrícolas e pecuárias, e famílias que sobreviviam dessas ocupações.pg.30 Naquele ano, a área de cultivo da agricultura urbana em Curitiba, levantada pela SMAB, era de 1 470 ha.pg.35

## Setor secundário

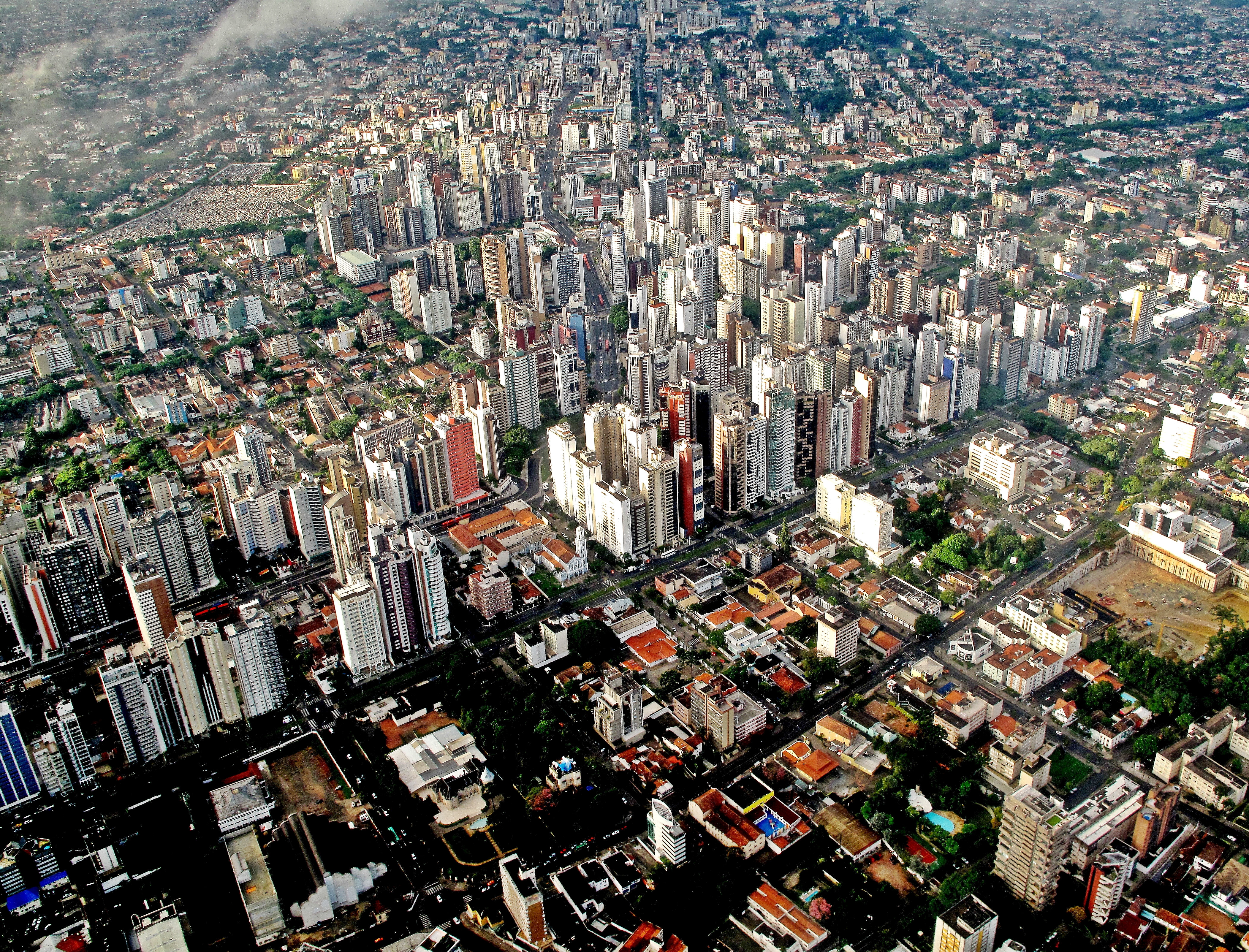
Imagem aérea da região central da cidade

A indústria, atualmente, é o segundo setor mais relevante para a economia do município. 15 232 406 reais do produto interno bruto municipal são do valor adicionado da indústria (setor secundário).
Curitiba, com seu parque industrial bem variado, é um dos centros manufatureiros mais extensos do Brasil. Os imigrantes europeus, dedicados, especialmente, para fabricar artefatos de couro e de madeira, iniciaram a industrialização no começo do século XIX.
Entre os principais produtos merecem destaque os gêneros alimentícios, mobiliário, minerais não-metálicos, madeira, químicos e farmacêuticos, bebidas e artefatos de couros e peles. O maior complexo de indústrias do município é a Cidade Industrial de Curitiba, sendo também o bairro mais territorialmente extenso e mais populoso.

## Setor terciário

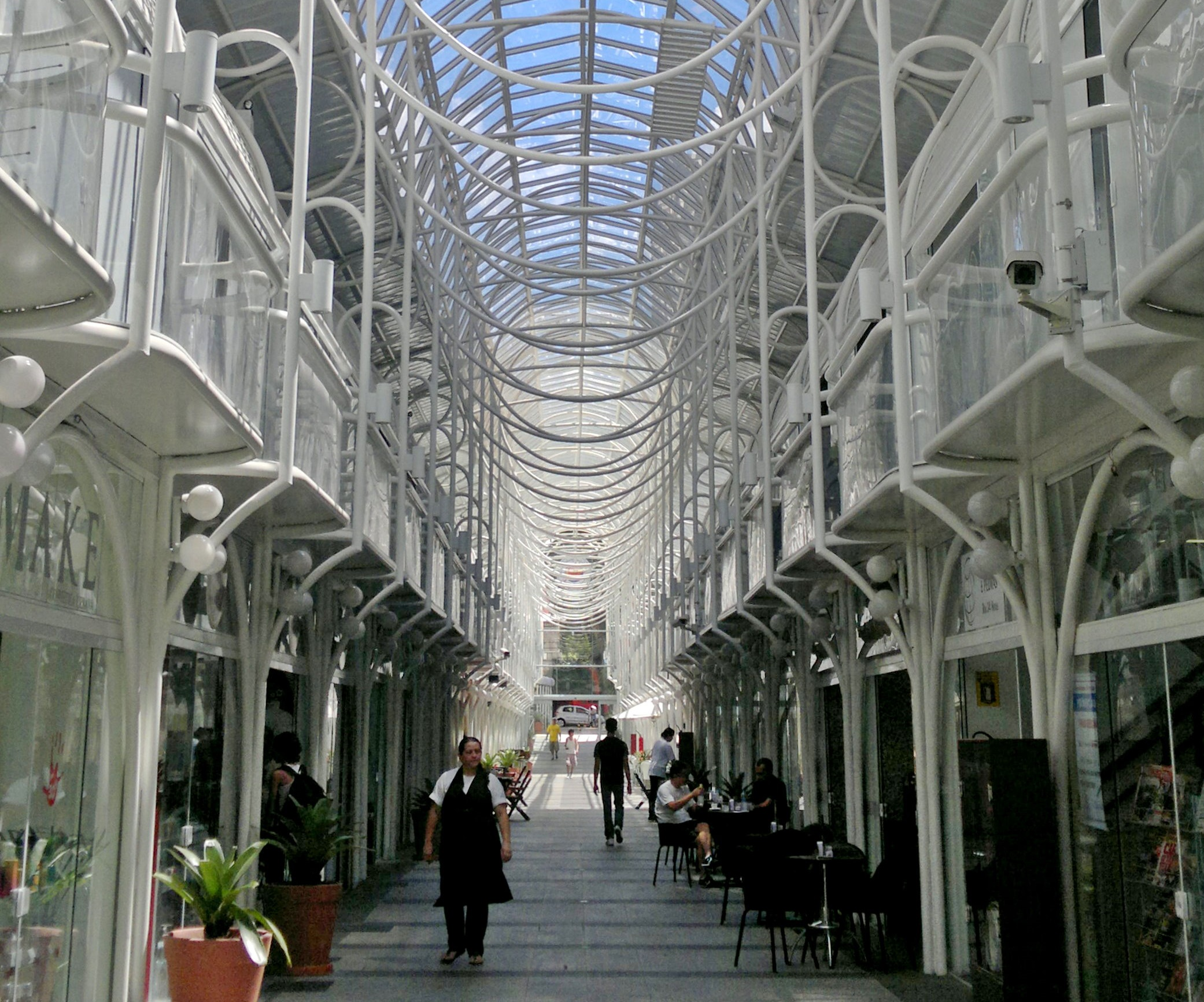
Rua 24 Horas.

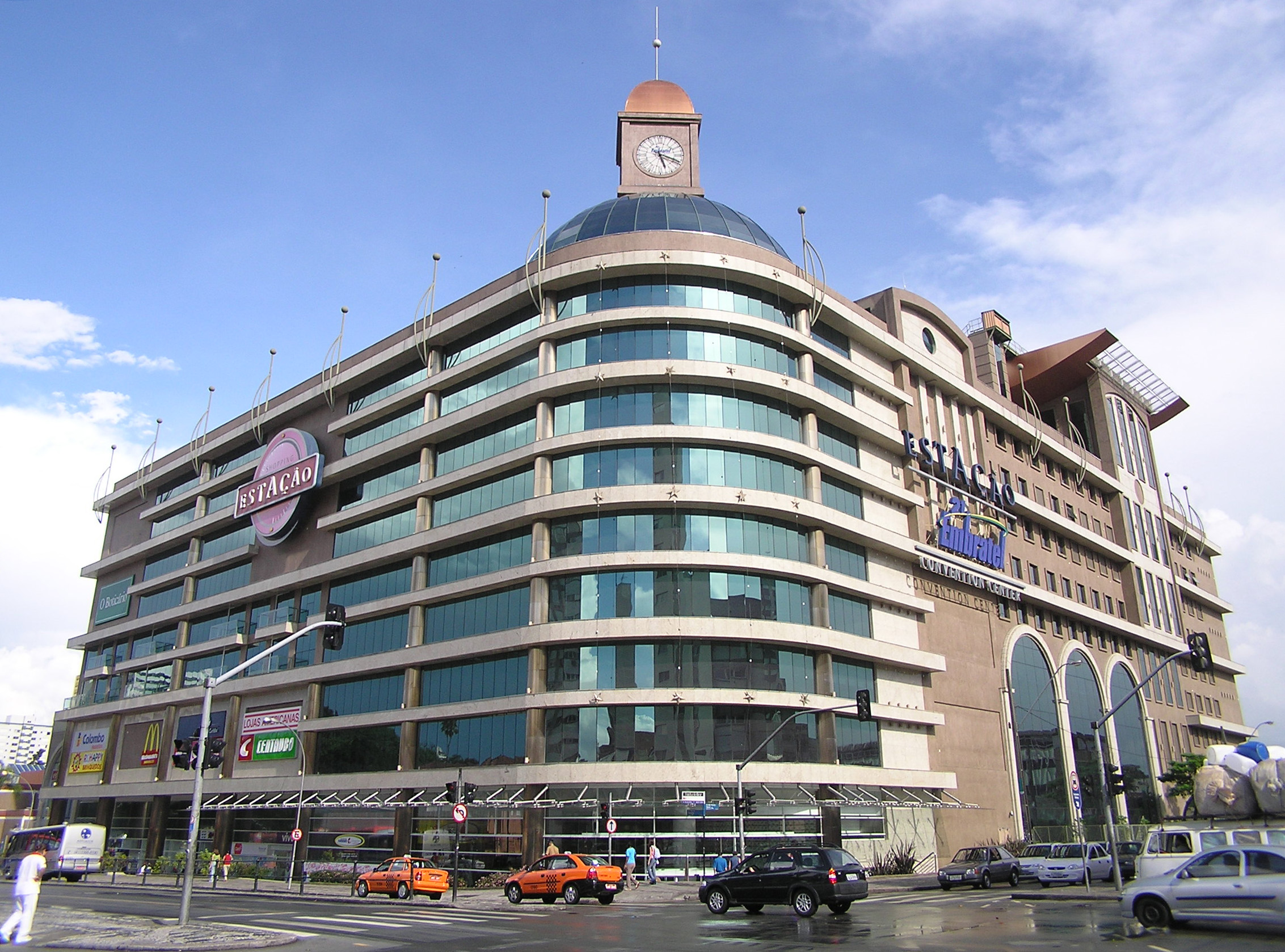
Shopping Estação

A prestação de serviços rende 42 164 530 mil reais ao produto interno bruto municipal. O setor terciário atualmente é a maior fonte geradora do produto interno bruto curitibano, destacando-se principalmente na área do comércio.
Os principais shoppings centers de Curitiba são o Shopping Mueller (o primeiro de Curitiba), Omar Shopping, Palladium Shopping Center, ParkShopping Barigui, Polloshop Champagnat, Shopping Água Verde, Shopping Cidade, Shopping Crystal Plaza, Shopping Curitiba, Shopping Estação, Shopping Itália, Shopping Jardim das Américas, Shopping Novo Batel, Shopping Popular, Shopping Paladium e Shopping Total.
A progressista indústria e a enorme rede de vias de transportes de Curitiba facilitaram o grande fluxo do comércio da cidade. Os principais produtos de importação de Curitiba são os eletrodomésticos, os gêneros alimentícios, os hortifrutigranjeiros, a madeira bruta, os têxteis e artigos manufaturados, em geral. Em 2012 os mais importantes produtos da pauta de exportação de Curitiba foram tratores (14,65%), caminhões de carga (10,41%), bombas para líquidos (8,39%), peças para motores (6,76%) e eletricidade (5,89%).
Também destacam-se as microempresas. Na classificação brasileira da formalização de microempreendedores individuais, Curitiba figura no primeiro posto entre as cidades do Paraná e do Sul do Brasil. A região do Centro da cidade também concentra uma parcela bastante expressiva do comércio e dos serviços, destacando-se pelo popular, sendo que há cabeleireiros, varejista de vestuário e acessórios; lojas de variedades e mercado ambulante; artesãos e fornecimento de alimentos para consumo domiciliar. Também nota-se em Curitiba o Mercado Municipal de Curitiba, fundado em 2 de agosto de 1958.
O Sindicato dos Empregados no Comércio de Curitiba (Sindicom), representa e defende a classe comerciária de Curitiba e das outras duas cidades em ações sindicais.